# Autostadt

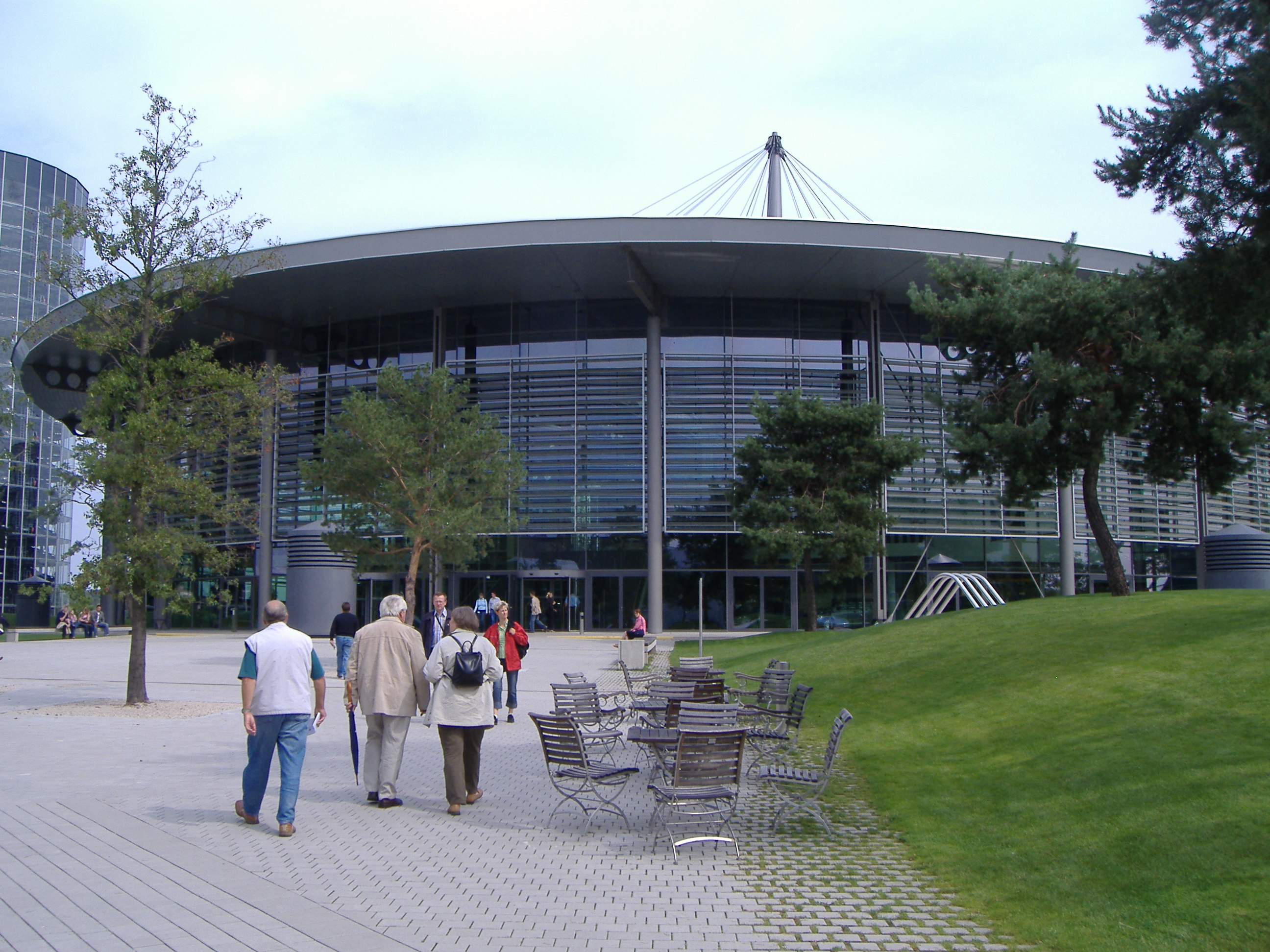
Основной павильон «Фольксваген»

Autostadt (дословно — «город автомобилей») — музей и парк развлечений при заводе Volkswagen в немецком Вольфсбурге. Включает в себя музей истории автомобилей (нем. Zeithaus), павильоны ведущих автопроизводителей Volkswagen Group, кинотеатр и рестораны.

## История
Идея создания Autostadt появилась в 1994 году. Строительство началось в 1998 году близ автомобильного завода Volkswagen. В проектировании было задействовано более 400 архитекторов. Главный павильон открылся в 2000 году. К тому моменту Volkswagen инвестировал в проект около 850 млн немецких марок (435 млн евро).

## Развлечения
Ежегодно Autostadt принимает около двух миллионов туристов. Посетители имеют возможность самостоятельно проехать по испытательной трассе на внедорожнике Volkswagen Touareg. Трасса включает в себя холм с 21-градусным уклоном, холм с боковым уклоном, водную цистерну, песчаный карьер и несколько ям, при прохождении которых одно из колес отрывается от земли. Для детей предусмотрена отдельная трасса и электромобили в форме Volkswagen Beetle.
Основные экспонаты, представленные в музее, — известные модели автомобилей, например первое выпущенное бензиновое транспортное средство или Beetle.
700-метровым подземным тоннелем с автомобильным заводом Volkswagen соединены две стеклянные башни высотой 60 метров. По тоннелю проезжают автомобили, которые после этого поднимаются в башне со скоростью 1,5 м/с. При приобретении нового автомобиля на заводе в Вольфсбурге покупатель может воспользоваться одной из следующих возможностей: заказать бесплатную доставку автомобиля в один из дилерских центров Фольксваген, либо получить бесплатный билет в Autostadt и забрать автомобиль самостоятельно в одной из башен.

## Галерея

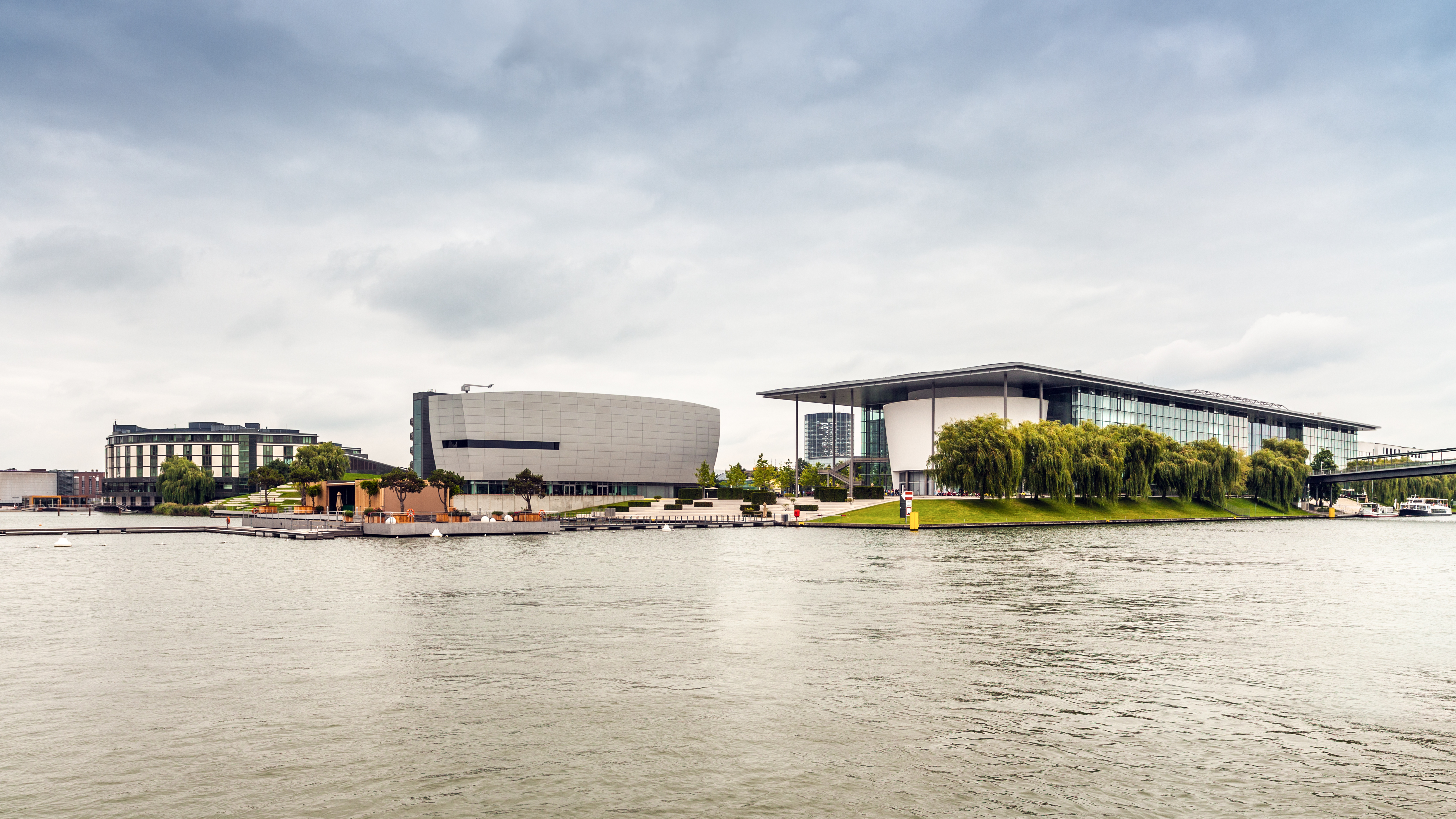
Вид на Autostadt со стороны Среднегерманского канала
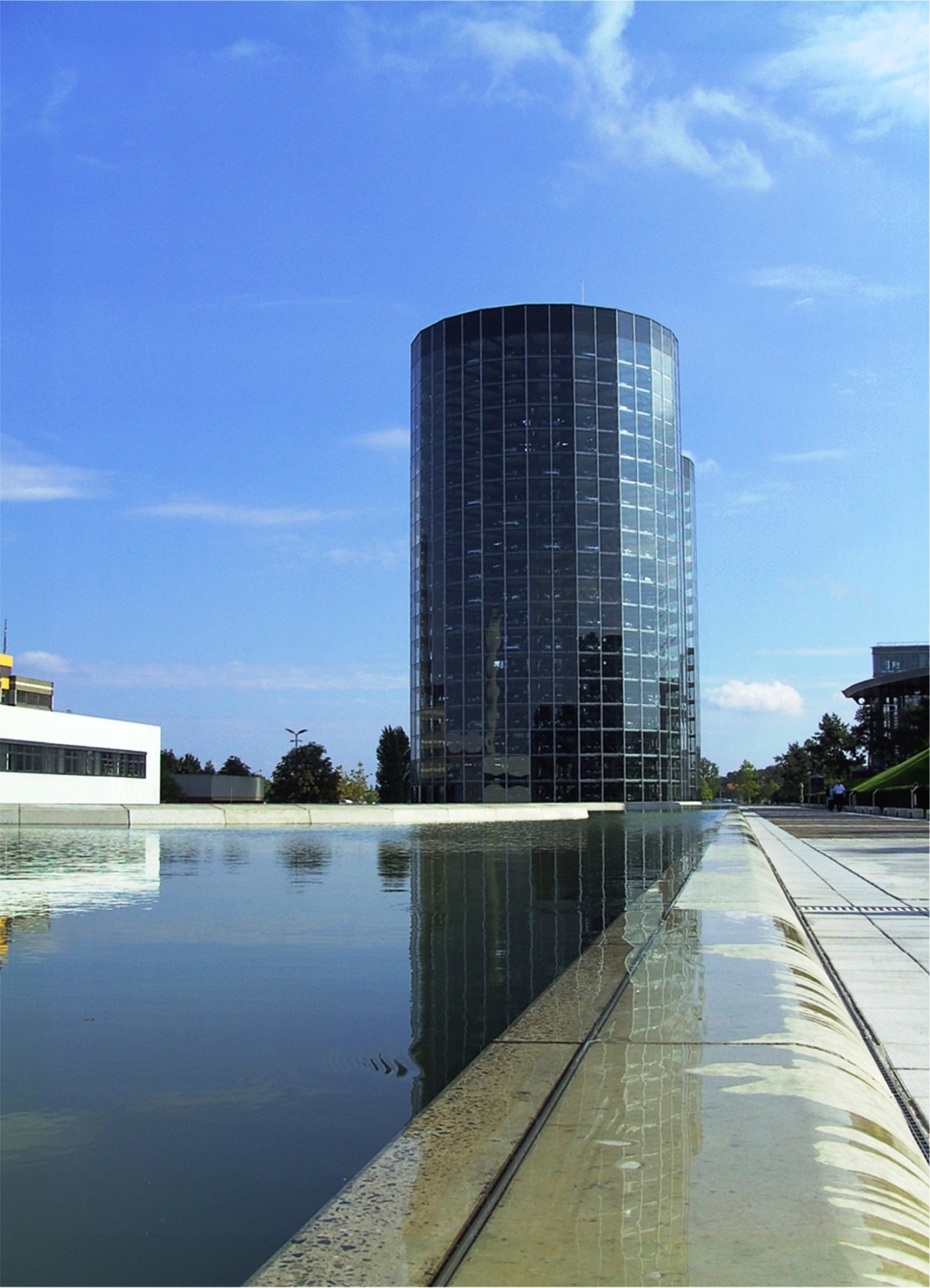
Стеклянная башня
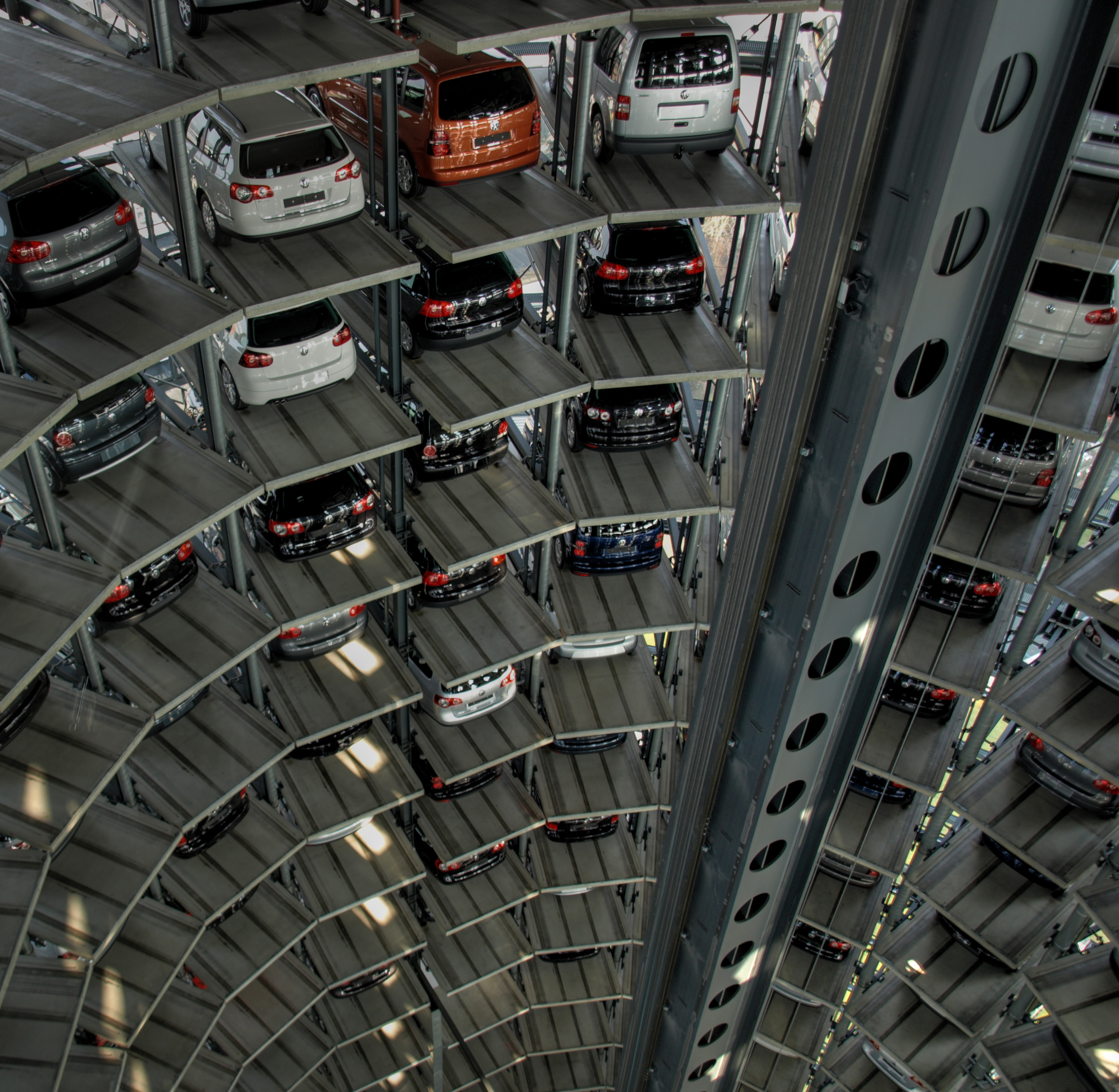
Внутри автомобильной башни